# Randolfe Rodrigues
Randolph Frederich Rodrigues Alves, mais conhecido como Randolfe Rodrigues (Garanhuns, 6 de novembro de 1972), é um professor e político brasileiro filiado ao Partido dos Trabalhadores (PT). É senador da República  pelo estado do Amapá e líder do terceiro governo Lula no Congresso Nacional.
Graduado em história pela Universidade Federal do Amapá, começou sua carreira política no movimento estudantil e depois ingressou na política partidária. Foi deputado estadual de 1999 a 2007. Em 2010, elegeu-se senador, sendo o mais votado do estado e o mais jovem daquela legislatura.

## Primeiros anos e educação
Randolph Frederich Rodrigues Alves nasceu em Garanhuns, Pernambuco, no dia 6 de novembro de 1972. É filho do sindicalista Januário Martins e da professora Lusmar Rodrigues Peixoto Alves. Aos oito anos de idade, mudou-se com a família para o Amapá.
É formado em história pela Universidade Federal do Amapá, direito pela faculdade SEAMA e mestre em políticas públicas pela Universidade Estadual do Ceará. Ainda no âmbito acadêmico, trabalhou como professor de direito constitucional.

## Carreira política

### Deputado estadual
Em 1998, filiado ao Partido dos Trabalhadores (PT), elegeu-se deputado estadual com 1.756 votos, cargo pelo qual foi reeleito em 2002. Assim que entrou em disputas eleitorais, retirou as letras "ph" e adotou o nome "Randolfe".
Em 2005, desfiliou-se do PT e ingressou no recém-fundado Partido Socialismo e Liberdade (PSOL). No ano seguinte, disputou a reeleição ao cargo de deputado estadual, mas não obteve sucesso.

### Senador
Nas eleições estaduais em 2010, foi lançado candidato ao Senado pelo PSOL do Amapá. Foi eleito com 203.259 votos, sendo a candidato a senador mais votado do estado nas eleições daquele ano. Foi também o mais jovem integrante do Senado de sua legislatura. Logo no primeiro ano de mandato, foi candidato à presidência do Senado, ocasião na qual recebeu oito votos e foi derrotado pelo então mandatário, José Sarney.
Em 2012, defendeu o projeto de lei que estabelece cobrança de Imposto de Renda (IR) sobre o capital estrangeiro que ingressa no país para lucrar com os juros altos e relatou a Comissão de Constituição e Justiça do Estatuto da Juventude. Naquele ano, foi reconhecido e indicado como senador de destaque nas categorias relativas ao combate ao crime organizado e defesa da segurança jurídica, além de ter sido apontado como parlamentar do futuro.
Em janeiro de 2013, foi novamente lançado candidato à presidência do Senado em um pleito disputado com Renan Calheiros. No entanto, às vésperas da eleição, retirou a candidatura em apoio a Pedro Taques. No ano seguinte, foi escolhido como candidato do partido para a presidência, pela qual renunciou às vésperas da convenção partidária e acabou sendo substituído por Luciana Genro.
Em setembro de 2015, após dez anos de filiação, deixou o PSOL e ingressou na Rede Sustentabilidade. Foi contrário ao impeachment de Dilma Rousseff e um dos responsáveis pela proposta de emenda para realização de novas eleições presidenciais em outubro de 2016.

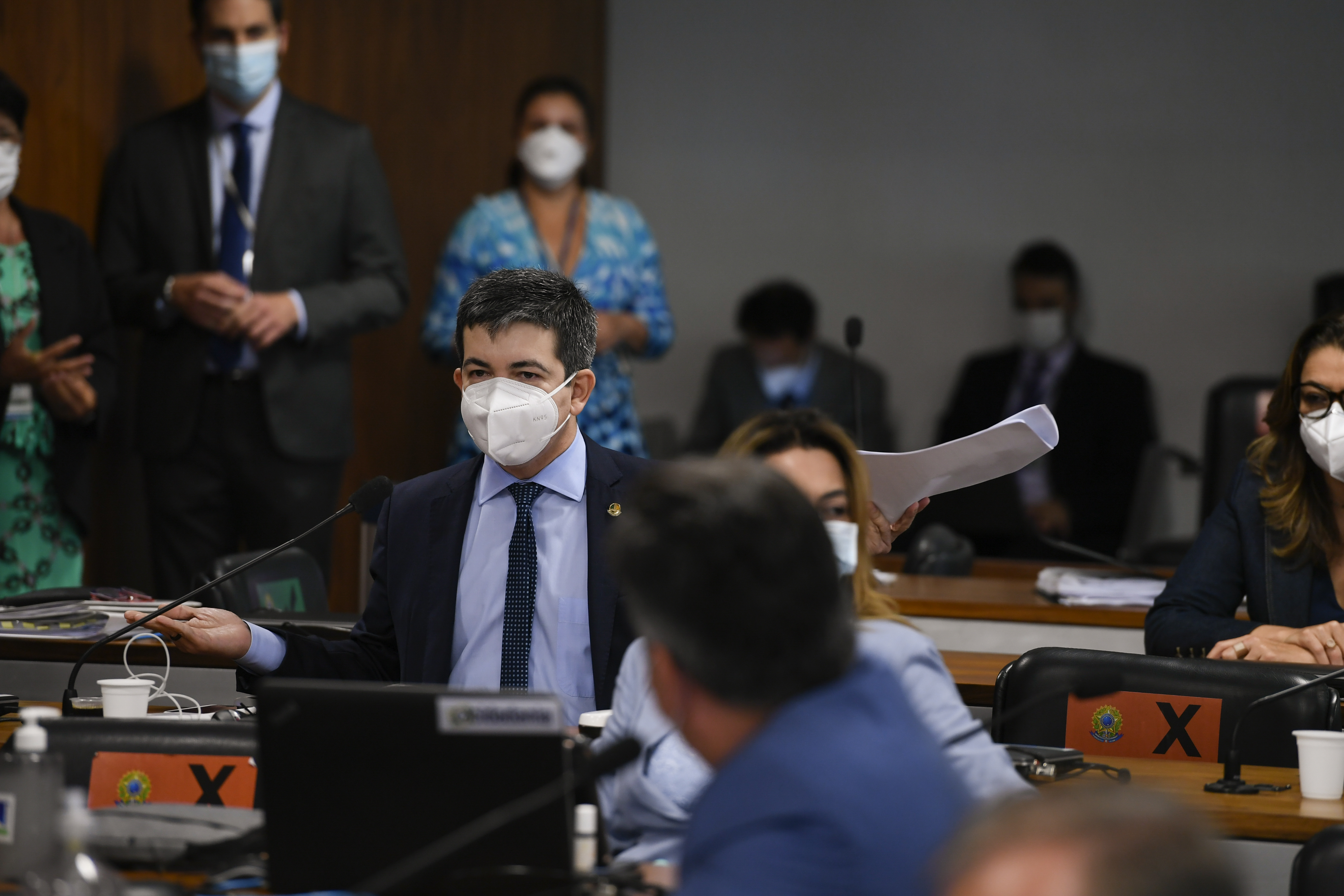
Randolfe Rodrigues durante uma sessão da CPI da COVID-19.

Em 4 de fevereiro de 2021, protocolou um pedido de comissão parlamentar de inquérito para investigar gastos e omissões do governo de Jair Bolsonaro durante a pandemia de COVID-19. Para o senador, as omissões e ações "erráticas" do governo federal "não poderiam passar incólumes ao devido controle do Poder Legislativo". Foi escolhido vice-presidente da CPI em 27 de abril e colaborou com as investigações que revelaram negacionismo e indícios de corrupção por parte do governo. No ano seguinte, protocolou o requerimento de criação de uma CPI para investigar denúncias de corrupção passiva e tráfico de influência no Ministério da Educação.
Foi líder da oposição ao governo Bolsonaro no Senado Federal.
Em 18 de maio de 2023 deixou a REDE.

## Prêmios
| Prêmio                 | Categoria                                | Resultado   | Vencedor           |
| ---------------------- | ---------------------------------------- | ----------- | ------------------ |
| Congresso em Foco 2012 | Parlamentar de Futuro                    | Venceu      | Randolfe Rodrigues |
| Congresso em Foco 2012 | Combate ao Crime Organizado              | Venceu      | Randolfe Rodrigues |
| Congresso em Foco 2012 | Defesa da Segurança Jurídica e Cidadania | Venceu      | Randolfe Rodrigues |
| Congresso em Foco 2012 | Defesa da Democracia                     | 2º colocado | Eduardo Suplicy    |
| Congresso em Foco 2012 | Melhor Senador                           | 3º colocado | Eduardo Suplicy    |
| Congresso em Foco 2013 | Senador mais votado pelos jornalistas    | Venceu      | Randolfe Rodrigues |
| Congresso em Foco 2013 | Parlamentar de Futuro                    | 2º colocado | Jean Wyllys        |
| Congresso em Foco 2013 | Defesa da Gestão Pública                 | 3º colocado | Chico Alencar      |
| Congresso em Foco 2013 | Melhor Senador                           | 4º colocado | Cristovam Buarque  |
| Congresso em Foco 2013 | Defesa da Democracia                     | 5º colocado | Chico Alencar      |
| Congresso em Foco 2015 | Senador mais votado pelos jornalistas    | Venceu      | Randolfe Rodrigues |
| Congresso em Foco 2015 | Parlamentar de Futuro                    | 2º colocado | Jean Wyllys        |
| Congresso em Foco 2015 | Melhor Senador                           | 4º colocado | Ronaldo Caiado     |

### Condecorações
| Insígnia | País   | Honra                                 | Data                   |
| -------- | ------ | ------------------------------------- | ---------------------- |
|          | Brasil | Grande Oficial da Ordem de Rio Branco | 21 de novembro de 2023 |